# Sabrina Fenzl
Sabrina Fenzl (* 1988 in Markt Indersdorf) ist eine deutsche Köchin.

## Werdegang
Fenzl absolvierte eine Ausbildung zur Restaurantfachfrau und dann zur Köchin. 2011 gründete sie die Eventfirma Avocatering in Markt Indersdorf.
Im März 2023 eröffnete sie ihr Restaurant Mind in Markt Indersdorf. 2024 wurde das Restaurant mit einem Michelinstern ausgezeichnet. Der Guide Michelin lobte "Wucht und Eleganz genau an den richtigen Stellen".

## Auszeichnungen
- 2018: Aquolina Award Winner, Mailand[2]
- 2024: Ein Michelinstern für das Restaurant Mind in Markt Indersdorf[4]
- 2024: 3 Diamanten vom Varta-Führer[5]
- 2024: 7 Pfannen mit aufsteigenden Pfeil von Gusto[6]
- 2025: 3 rote Hauben von Gault-Millau[5]